# 哈利·特里古波夫
哈利·特里古博夫，AO（英語：Harry Triguboff，1933年3月3日—），地產商人，出生於中國大連，是俄羅斯猶太人的後代。早年居住於天津，1947年前往澳大利亞斯高茨中學留學，之後就讀利兹大學。1962年移民澳大利亞。在2016年他是澳大利亞首富。
截至 2023 年 5 月，《澳洲金融評論》將 Triguboff 評為澳洲第四大富豪（以淨資產計算），根據 2023 年富豪榜公佈，估計為 238 億澳元。[4] 在 2016 年富豪榜中，特里古博夫的淨資產評估為 116.2 億澳元，使他成為澳大利亞首富；[5] 但擔任這一職務僅一年。[6]  2021 年，《富比士》估計他的淨資產為 113 億美元。[7]
早期生活與教育編輯
特里古博夫於 1933 年 3 月 3 日出生於中華民國遼寧省大連市（當時的大連市）。 他是俄國猶太人摩西和弗里達的兒子。[8][9][10] 他的父親為了逃避俄羅斯帝國的反猶太主義，於 1916 年移居中國。[11]
特里古博夫在天津英美租界的猶太社區長大。 他的父親開設了一家貿易羊毛、絲綢和皮革的商店。  1937年，第二次中日戰爭期間，日本皇軍入侵這座城市。 外國租界最初沒有受到影響，但 1941 年珍珠港事件發生後，英國和美國居民被安置在拘留營。 俄羅斯居民隨後「抓住機會接管進出中國的貿易」。 特里古波夫的父親又開了四家商店，並購買了 20 套公寓，以及北戴河的一處避暑別墅。 他幫助將日本人扣押的紡織品分發給中國北方的買家。  1946 年，戰爭結束後，他因涉嫌向日本政府出售皮革製品和廢金屬而被定罪為與日本人勾結。 然而，隔年他向中華民國最高法院上訴後被宣告無罪。[11]